# Tipul liniștit
„Chill guy” („Tipul liniștit”), cunoscut și ca „Noul meu personaj” („My new character”), este o operă de artă digitală și meme, postată original de artistul Phillip Banks pe Twitter pe 4 octombrie 2023. Desenul constă într-un câine antropomorf ce poartă un pulover gri, blugi și adidași roșii, oferind un aer relaxat, zâmbind cu mâinile în buzunare. Deși desenul avea deja un oarecare succes la publicare, nu a devenit viral decât vreun an mai târziu pe 30 august 2024, când un utilizator TikTok a făcut un slideshow cu desenul, îmbinându-l cu alte meme-ul populare la vremea respectivă. În următoarele zile, meme-uri similare au strâns zeci de milioane de vizualizări, atrăgând atenția corporațiilor mari, cum ar fi franciza de jocuri video Halo și furnizorul european de Sprite, care și-au folosit desenul pentru promoție.
Desenul a mai devenit viral o a doua oară pe 20 Noiembrie 2024, în principal pe TikTok, inspirând moneda virtuală $CHILLGUY care a ajuns rapid la o capitalizare a pieței de 488 de miloane de dolari, la care a contribuit major o postare a președintelui salvadorian Nayib Bukele pe Twitter care susținea moneda. Popularitatea monedei și utilizarea neautorizată a desenului pentru profit comercial l-a motivat pe Banks să înregistreze drepturi de autor și să emită ridicarea „mărfii neautorizate și a monedelor” de pe piață, neincluzând însă fanart-ul și brandurile care îi foloseau desenul. După acest anunț, valoarea monedei s-a redus la cam jumătate din valoarea anterioară, și datele personale ale lui Banks au fost expuse, provocând-ul să își seteze contul de Twitter pe privat pentru a evita alte hărțuiri. 
Conformul unor surse de pe rețelele sociale, meme-ul a rezonat probabil pe internet fiindcă a fost considerat jucăuș dar relatabil, ceea ce a încurajat oamenii să caute sprijin, să rămână lipsiți de stres și să ia viața cu o atitudine lejeră.

## Descriere
Desenul constă într-un câine maro cu o figură umană, care poartă un pulover fără anchior, blugi albaștrii și teneși Converse murdari. El zâmbește cu mâinile în buzunare, alături de textul scris de Banks, care spune că este un „tip liniștit”. Designul lui a fost deseori greșit interpretat ca fiind o combinație dintre desenul animat american din anii 90 Arthur și personajul „Charlie” din serialul animat pentru adulți Smiling Friends, dar conform lui Banks, nu l-a bazat pe nimic anume. Cât despre numele personajului, Banks a postat pe Twitter pe 2 Septembrie 2024 că nu îi place să fie folosit numele „noul meu personaj” pentru desen în loc de „tipul liniștit”, deoarece cel din urmă reprezintă intenția lui inițială în legătură cu desenul.

## Istorie
Pe 4 octombrie 2023, artistul Phillip Banks a postat imaginea originală pe Twitter alături de textul „noul meu personaj. toată faza cu el e că e un tip liniștit pe care chiar îl doare undeva”. El a postat ulterior acelaș desen și pe Instagram Reels. Desenul a fost folosit în mai multe meme-uri după publicarea acestuia, inspirându-l pe Banks să creeze un alt personaj, pe care l-a denumit „Tipul neliniștit” sau „vechiul meu personaj” bazat pe Tipul liniștit, pe care l-a desenat folosind o paletă de culori opusă, alături de o expresie mai serioasă și mai puțin lipsită de griji. Desenul a devenit însă viral doar o săptămână mai târziu, când un utilizator TikTok sub numele de utilizator „.blitzerzz” a creat un slideshow cu desenul, folosing alte meme-uri actuale, cum ar fi melodia „Ricch Forever” de la Roddy Ricch și sitcomul american animat Family Guy. Alt video făcut pe TikTok pe 4 Septembrie, care utiliza un citat din serialul Dexter, a strâns peste 4,5 milioane de vizualizări, iar o repostare, ziua următoare, a acestuia a strâns 13,8 milioane de vizualizări. Editări similare din zilele următoare folosing citate „relaxate” din alte seriale cunoscute au avut succese similare, mai ales pe TikTok și pe Twitter. Conform ziarului anglofon indian Times Now News, meme-ul a rezonat probabil în mediul online datorită faptului că a fost jucăuș și relatabil, ceea ce „îngurajează oamenii să se concentreze asupra sinelui”, să rămână lipsiți de stres și să abordeze viața cu o atitudine relaxată, cu sprijin. Dintre cele două rețele sociale, postările originale ale lui Banks au strâns peste 100 de mii de aprecieri și peste zece mii de repostări. Cosplay-uri și fanart reprezentând personajul au apărut de asemenea online, inspinând unele costume de Halloween ale anului.
Pe 20 noiembrie 2024, desenul a mai făcut o a treia apariție majoră online, în mare parte din cauza unei monede virtuale inspirată de desen numită $CHILLGUY, care a ajuns la o capitalizare de piață de 488 de milioane de dolari pe platforma Solana. Moneda, care fusese lansată în urmă cu două săptămâni, în septembrie de niște creatori anonimi a crescut în valoare față de capitalizarea acesteia de 10 milioane de dolari pe 18 Noiembrie, devenind al șaptelea cel mai mare meme coin de pe Solana, în mare parte datorându-se postării președintelui salvadorian Nayib Bukele pe Twitter, trenduri pe rețelele sociale și o frică de a rata. Din această cauză, o parte din oamenii pasionați de criptomonede au susținut că valoarea monedei are mari șanse să scadă semnificativ. Un alt motiv pentru care desenul a crescut în popularitate a fost creerea personajului „Fata liniștită” pe 17 noiembrie de către utilizatorul TikTok „stopscrolling_22”, care îl înfățișează pe tipul relaxat cu un păr lung și negru. Rezultatul a fost creștere succintă de meme-uri care foloseau desenul, care, primordial pe TikTok, au fost mai focusate pe sănătatea mentală masculină. Corporații mai mari, cum ar fi franciza de jocuri video Halo, luptătorul de categorie grea Jon Jones, canalul de fotbal american NFL pe CBS, rapperul american Sexyy Red și furnizorul european de Sprite, toți folosind desenul în propriile postări.
În ciuda succesului operei de artă, Banks a scris pe Twitter „Nu încurajez și nu sunt de acord cu faptul că arta mea este folosită cu lucruri legate de criptomonede. Vă rog, lăsați-mă în pace.” El a făcut un reel similar pe Instagram la scurt timp despre același subiect. Banks a adăugat că a înregistrat drepturi de autor pentru desen și că va emite ridicări față de „marfă neautorizată și monede” care încearcă să facă un profit în urma operei de acum în colo, dar a clarificat că asta nu va include conturile firmelor care foloseau desenul ca trend. La scurt timp după, Banks și-a setat contul de Twitter pe privat cu scopul de a evita hărțuirea, după care a susținut că datele personale i-au fost expuse. După aceste postări, prețul monedei $CHILLGUY s-a redus la cam jumate din valoarea anterioară (220 de milioane de dolari), dar a urcat ulterior cât-de-cât. Pe 12 decembrie 2024, moneda $CHILLGUY a crescut între 22% și 30% după ce un cont de Twitter presupus deținut de Banks a anunțat că și-a dat consimțămândul asupra folosirii monedei, în ciuda afirmațiilor anterioare care susțineau că nu va face niciodată așa ceva. A fost ulterior dezvăluit că contul era o impersonare a lui Banks a unui hacker, ceea ce a cauzat moneda să scadă iar 35% următoarea zi.